# Азербайджанская государственная хоровая капелла
Азербайджанская государственная хоровая капелла -  ведущий музыкальный коллектив Азербайджана.

## История
Коллектив был создан в 1966 году при Азербайджанской государственной филармонии. На протяжении многих лет с момента основания коллективом руководит заслуженный деятель искусств, хормейстер Эдуард Новрузов.
С 1996 года художественным руководителем и главным дирижером Азербайджанской государственной хоровой капеллы является  Народная артистка Азербайджана  Гульбаджи Иманова.
В настоящее время хормейстером Азербайджанской государственной хоровой капеллы является доцент Азербайджанской музыкальной академии Юлизана Кухмазова.

## Репертуар
Каноническое исполнение Государственного Гимна Азербайджанской ССР.
Репертуар капеллы включает более тысячи произведений азербайджанских и зарубежных композиторов (И. С. Бах, В. А. Моцарт, Д. Верди, К. Орфун, И. Стравинский, Васиф Адыгезалов, Мамед Кулиев и др.), в том числе народные песни а также различные образцы хоровой музыки.
В репертуаре хора произведения азербайджанских композиторов, в том числе кантата «Физули» Дж. Джахангирова, хоровые сочинения Н. Аливердибекова «Чахаргях» и «Баяты-Шираз» на мугамы.

## Гастроли
2017 -  I Международный хоровой фестиваль (Гори, Грузия) - сольный концерт в Государственном драматическом театре имени Г.Эристави.
За годы деятельности капелла успешно выступила на международных фестивалях и мероприятиях, проводимых как в Азербайджане, так и за его пределами.
Участник Международного Фестиваля «Мир Мугама»